# 杰丹
杰丹（Gildan Activewear Inc.），或译吉尔丹，是一家加拿大蒙特利尔的服装制造商。

## 历史
它于1984年由格伦和格雷格·查曼地（Greg Chamandy）收购一家蒙特利尔的针织厂后创办。1997年，它在洪都拉斯开设了第一家离岸工厂，次年在多伦多证券交易所和纽约证券交易所上市。